# Jorge Pardón
Jorge Pardón (Arequipa, 4 de março de 1905 – 19 de dezembro de 1977) foi um futebolista peruano. Ele competiu na Copa do Mundo FIFA de 1930, sediada no Uruguai, na qual a seleção de seu país terminou na décima colocação dentre os treze participantes.